# Yvandro Borges Sanches
Yvandro Borges Sanches (Luxemburgo, 24 de mayo de 2004) es un futbolista luxemburgués que juega en la demarcación de centrocampista para el Heracles Almelo de la Eredivisie.

## Selección nacional
Tras jugar con la selección de fútbol sub-15 de Luxemburgo, la sub-16 y con la sub-21, finalmente debutó con la selección absoluta el 4 de septiembre de 2021. Lo hizo en un partido de clasificación para la Copa Mundial de Fútbol de 2022 contra Serbia que finalizó con un resultado de 4-1 a favor del combinado serbio tras los goles de Nikola Milenković, un triplete de Aleksandar Mitrović y un autogol de Maxime Chanot para Serbia, y de Olivier Thill para Luxemburgo.

### Goles internacionales
| # | Fecha                   | Estadio                                                 | Oponente             | Gol | Resultado | Competición                         |
| - | ----------------------- | ------------------------------------------------------- | -------------------- | --- | --------- | ----------------------------------- |
| 1 | 7 de septiembre de 2021 | Estadio de Luxemburgo, Ciudad de Luxemburgo, Luxemburgo | Catar                | 1–0 | 1-1       | Amistoso                            |
| 2 | 20 de junio de 2023     | Bilino Polje, Zenica, Bosnia y Herzegovina              | Bosnia y Herzegovina | 0–1 | 0-2       | Clasificación para la Eurocopa 2024 |
| 3 | 8 de septiembre de 2023 | Estadio de Luxemburgo, Ciudad de Luxemburgo, Luxemburgo | Islandia             | 2–0 | 3-1       | Clasificación para la Eurocopa 2024 |

## Clubes
| Club                        | País         | Año       | Partidos | Goles |
| --------------------------- | ------------ | --------- | -------- | ----- |
| Borussia Mönchengladbach II | Alemania     | 2021-2023 | 19       | 2     |
| Borussia Mönchengladbach    | Alemania     | 2022-2024 | 8        | 0     |
| NEC Nimega (cedido)         | Países Bajos | 2024      | 11       | 0     |
| Borussia Mönchengladbach II | Alemania     | 2024-2025 | 4        | 0     |
| Heracles Almelo             | Países Bajos | 2025-     |          |       |